# 保科正俊
保科 正俊（ほしな まさとし）は、戦国時代から安土桃山時代にかけての武将。保科正直、内藤昌月、保科正勝の父。通称は甚四郎。官職は弾正忠。

## 生涯

### 高遠家、武田家臣時代
父は保科正則。最初は高遠城主の高遠頼継に属して武田晴信（信玄）の信濃侵攻に抵抗したが、天文21年（1552年）頃に高遠頼継が武田氏に滅ぼされると武田氏家臣となった。武田氏の信濃先方衆（120騎持）の1人として活躍し、下伊那攻めや北信濃攻めに従軍した。特に槍に優れた使い手であったため、「戦国の三弾正」に数えられ、高坂昌信の「逃げ弾正」、真田幸綱の「攻め弾正」に対して「槍弾正」と称された。
武田勝頼が高遠諏方氏を継いで高遠城主となると、勝頼直臣としてその幕下に入ったとみられる。天正3年（1575年）の長篠敗戦後には、三河から信濃伊那に逃れた勝頼を息子・正直が迎えた（『保科御事歴』）。その後、勝頼から8月10日付で28か条に及ぶ「覚」を与えられ、武田信豊の元で織田軍の信濃侵攻に備えて伊那郡の防衛体制の構築を命じられ、正俊自身も正直と共に大島城に配備されている。同6年（1578年）に子息の内藤昌月が上野箕輪城代に任命されると、勝頼から昌月・正俊両名に17か条に及ぶ「在城定書」を与えられ、昌月の後見を委ねられた。

### 天正壬午の乱
天正10年（1582年）、織田信長の甲州征伐によって武田氏が滅亡すると、正俊は水内郡の大日方直幸（直武の孫）を頼った（『赤羽記』）。本能寺の変で信長が死去したことにより瓦解した旧武田遺領を巡って後北条氏、上杉氏、徳川氏の三者が対立すると（天正壬午の乱）、正直・昌月兄弟は後北条氏に従い、同じく後北条氏に従った縁戚の真田昌幸の引き合わせにより正直ら一族と再会する。正直・昌月兄弟は北条軍の元で高遠城を奪回し、箕輪城の藤沢頼親と共に上伊那郡を制圧した。しかし8月、甲斐黒駒合戦で後北条氏が徳川氏に惨敗したのを見て、正俊・正直父子は徳川方に転じた。

### 徳川家臣時代
天正13年（1585年）8月、正直が第一次上田合戦に出陣すると正俊が高遠城の留守を預かった。しかし12月、石川数正が家康の下から出奔すると、豊臣方に寝返った松本の小笠原貞慶が3000余りを率いて高遠に攻め入った。高遠城には老齢の正俊の他に騎馬40騎と雑兵360人程しかいなかったが、正俊が自ら指揮を取り、奇策を用いて鉾持除の戦いで小笠原軍に大勝した。このことで信濃の徳川方の崩壊は回避され、徳川家康は正俊の戦功を称え12月24日付で正直に包永の太刀を贈った。
文禄2年（1593年）8月6日、死去。